# Osyka
Osyka és un poble dels Estats Units a l'estat de Mississipi. Segons el cens del 2000 tenia 481 habitants.

## Demografia
Segons el cens del 2000, Osyka tenia 481 habitants, 193 habitatges, i 132 famílies. La densitat de població era de 180,3 habitants per km².
Dels 193 habitatges en un 32,1% hi vivien nens de menys de 18 anys, en un 46,6% hi vivien parelles casades, en un 16,1% dones solteres, i en un 31,6% no eren unitats familiars. En el 31,6% dels habitatges hi vivien persones soles el 19,2% de les quals corresponia a persones de 65 anys o més que vivien soles. El nombre mitjà de persones vivint en cada habitatge era de 2,49 i el nombre mitjà de persones que vivien en cada família era de 3,12.
Per edats la població es repartia de la següent manera: un 28,9% tenia menys de 18 anys, un 8,7% entre 18 i 24, un 23,9% entre 25 i 44, un 19,8% de 45 a 60 i un 18,7% 65 anys o més.
L'edat mediana era de 35 anys. Per cada 100 dones de 18 o més anys hi havia 81 homes.
La renda mediana per habitatge era de 17.813 $ i la renda mediana per família de 25.078 $. Els homes tenien una renda mediana de 21.750 $ mentre que les dones 12.500 $. La renda per capita de la població era d'11.550 $. Entorn del 27,1% de les famílies i el 29,8% de la població estaven per davall del llindar de pobresa.

## Poblacions més properes
El següent diagrama mostra les poblacions més properes.